# Stuck Mojo
Stuck Mojo — американская рэп-метал-группа из  Атланты (Джорджия), образованная в 1989 году. Группа считается одним из пионеров рэп-метала. Самый успешный альбом Stuck Mojo, Rising, достиг 48-го места в чарте Billboard Top Heatseekers.

## История группы
Группа Stuck Mojo была основана в 1989 году гитаристом Ричем Уордом (англ. Rich Ward), басистом Дуэйном Фаулером (англ. Dwayne Fowler) и барабанщиком Ричардом Фармером (англ. Richard Farmer). Группа перепробовала многих вокалистов, прежде чем остановила свой выбор на афроамериканом рэпере Бонзе (англ. Bonz). Все члены группы были под влиянием разных музыкальных стилей: Фаулер играл некоторое время в фанк-группе, Уорд слушал творчество ранних Black Sabbath и Ozzy Osbourne, Бонзу нравился рэп, особенно ранние Run-DMC и Faith No More.
В 1991 году группа записала своё первое демо с 3 песнями, после чего Ричард Фармер покинул группу. В 1992 году с новым барабанщиком Бенджамином Ридом группа выпустила демо The Mojo Seven. После того как у группы появился менеджер, она отправилась гастролировать, играя во множестве клубов вдоль западного побережья, что в конечном счете способствовало появлению известности группы. Перед туром группа приняла решение расстаться с Ридом и наняла барабанщика Брента Пэйна. Четвёртое демо с тремя песнями в конечном счете привлекло внимание лейбла Century Media, который подписал контракт с группой в 1994 году. В  1995 году группа выпустила свой первый альбом, Snappin’ Necks. Выход альбома сопровождался туром на разогреве у Machine Head. После тура басист Дуэйн Фаулер и барабанщик Брент Пэйн покинули группу из-за тяжёлого концертного графика и напряженных отношений в группе.
В 1996 Stuck Mojo с новым басистом Кори Лауэри и барабанщиком Фрэнком Фонсере выпустили альбом Pigwalk, спродюсированный Девином Таунсендом. С этим альбомом группа отправилась в свой первый тур по Европе Crossover 2000 Tour, участвуя также в турах Life of Agony, Testament и Type O Negative. 
Известность Stuck Mojo была минимальна до выпуска их третьего альбома, Rising, который достиг 48-го места в чарте Billboard Top Heatseekers. Обозреватель Allmusic Стив Хьюи отметил, что «Rising демонстрирует некоторый музыкальный рост по сравнению с Pigwalk, хотя по ходу альбома Stuck Mojo несколько раз теряли свою музыкальную направленность». Изображённый на обложке альбома пояс победителя мирового чемпионата по рестлингу в тяжёлом весе демонстрировал любовь группы к рестлингу. Кроме того, в видео на песню «Rising» снялись звёзды WCW Даймонд Даллас Пейдж, Raven и The Flock.
Обновленный состав колесил по Штатам в компании с Sevendust, Clutch, Skinlab, Nothingface, (hed) P.E., а также отметился на ряде европейских фестивалей. Весной 1999 года, когда Stuck Mojo выступали у себя в Атланте, был записан концертник HVY 1, на который были добавлены два студийных трека. Несмотря на то, что этот альбом, а также последующий, Declaration Of A Headhunter, продавались вполне неплохо, в конце 2000 года было объявлено о роспуске группы.
Stuck Mojo продолжала выступать каждый год в Masquerade Club в Атланте на New Year’s Eve reunion shows. Бонз основал группу 420 Monks и позднее Dead Gospel. Уорд, Фронтсер, и прежний басист Дэн Драйден и борец из Международной федерации рестлинга Крис Джерико сформировали группу Fozzy, затем другую под названием Sick Speed. Кори Лауэри присоединяется к Life of Agony, затем создаёт группу Stereomud, и позже Dark New Day. 3 мая 2005 Рич Уорд выпустил сольный альбом под названием The Duke . Но, как оказалось, это был ещё не конец истории. Пару лет группа накануне новогодних праздников появлялась в полюбившемся ей клубе Masquerade. В 2005 Stuck Mojo воссоединился с Бонзом, Уордом и Фонсере и с новым басистом Шоном Делсоном, заменившим Дэна Драйдена. Воссоединение было недолгим, однако, Stuck Mojo выпустил новый альбом Southern Born Killers без Фонтсера и Бонза, с Родни из Dead Gospel на барабанах и Лордом Нельсоном на вокале. Их песня «Open Season» привлекла к группе общественное внимание. 29 ноября 2008 года вышел альбом The Great Revival. Альбом отличается тем, что спала тяжесть музыки, стало меньше речитатива и больше мелодичности.
После воссоединения в 2014 году классический состав продержался недолго — 29 декабря 2015 года Бонз и Лауэри покинули коллектив. Было объявлено, что их заменят новые участники, а в 2016 году ожидается выход нового альбома.

## Состав

### Текущий состав
- Рич Уорд — гитара, вокал (с 1989)
- Фрэнк Фонсере — ударные (1996—2004, с 2009)
- Робби Дж. Фонтс — вокал (с 2016)

### Бывшие участники
- Дуэйн Фаулер — бас (1989—1995)
- Ричард Фармер — ударные (1989—1992)
- Бенджамин Рид — ударные (1992)
- Брент Пэйн — ударные (1993—1995)
- Дэн Драйден — бас (1999—2000)
- Шон Делсон — бас (2005)
- Майк Мартин — гитара (2006—2009)
- Лорд Нельсон — вокал (2006—2009)
- Родни Бьюбуф — ударные (2006)
- Стив Андервуд — ударные (2008–2009)[6]
- Райан Мэллам — гитара (2000–2001)
- Терон Бонз Арчи — вокал (1989—2006, 2014—2015)
- Кори Лауэри — бас (1996—1998, 2014—2015)
- Лен Соннье — бас (2016)

## Дискография
- 1995 Snappin' Necks
- 1996 Pigwalk[7]
- 1996 Violated
- 1998 Rising[8]
- 1999 HVY 1
- 2000 Declaration Of A Headhunter
- 2001 Violate This Ten Years of Rarities 1991 - 2001
- 2006 Southern Born Killers
- 2008 The Great Revival
- 2016 Here Come The Infidels